# Heinrich Krieg
Johann Heinrich Krieg (* 18. Juni 1835 in Prowehren, Ostpreußen; † 10. Februar 1900 in Dresden) war ein deutscher Stenograf und Hochschullehrer in Königsberg und Dresden.

## Leben und Wirken
Krieg stammte aus Ostpreußen, wo er die Volksschule und danach das Gymnasium besuchte. Danach studierte er an der Universität Königsberg, wo er sich 1859 habilitierte. Das Thema seiner Habilitation lautete Geschichte, Wesen und Bedeutung der Stenographie. Im Alter von 24 Jahren erhielt Krieg im Jahre 1859 von der Königsberger Universität die venia docendi für Stenografie und sachverwandte Wissenschaften und lehrte fortan an dieser Universität bis 1865. In jenem Jahr folgte er dem Ruf nach Dresden, wo er am Königlich-Sächsischen Stenographischen Institut Nachfolger des Professors für Stenografie Heinrich Rätzsch wurde.

## Publikationen (Auswahl)
- Geschichte, Wesen und Bedeutung der Stenographie. (Habilitations-Schrift). Königsberg i. Pr., 1859.
- Die Grundprincipien der verschiedenen Stenographie-Systeme. (Auf Befehl des Kultusministers). Königsberg i. Pr., 1861.
- Denkschrift über die Einführung der Gabelsbergerschen Stenographie als facultativer Lehrgegenstand in die Gymnasien und Realschulen. Königsberg i. Pr., 1862.
- Preußische Stenographenzeitung. Jahrgang 1865.
- Stenographische Ausgabe des Göthe’schen Faust mit Zeichnungen von E. Seibertz. Cotta, Stuttgart, 1866.
- Die Stenographie und ihre Verwendung in der Rechtspflege.  In: Wissenschaftliche Beilage der Leipziger Zeitung, 1867, Nr. 33.
- Erste stenographische Ausgabe des Neuen Testaments unsers Herrn und Heilands Jesu Christi. Uebersetzt von Dr. M. Luther. G. Dietze, Dresden, 1870.
- Lehrbuch der stenographischen Correspondenzschrift (stenogr. Nationalschrift) nach Gabelsbergers System. Nebst einem Anhange: Allgemeine Grundsätze der Parlamentsstenographie. Für Volks- u. höhere Schulen, sowie für den Selbstunterricht bearbeitet. G. Dietze, Dresden 1871.
- Stenographische Schreibehefte mit Vorschriften. Hülfsmittel zur leichten und schnellen Erlernung der deutschen Stenographie. 1. 2. Heft. G. Dietze, Dresden 1872.
- Lehrbuch der stenographischen Correspondenzschrift (stenogr. Nationalschrift) nach Gabelsbergers System. Nebst einem Anhange: Allgemeine Grundsätze der Parlamentsstenographie. Für Volks- u. höhere Schulen, sowie für den Selbstunterricht bearbeitet. 4. Auflage, G. Dietze, Dresden 1874.
- Die Stenographie auf der Wiener Weltausstellung. Amtlicher Bericht. Frankfurt a. M.